# 389
Римська імперія розділена на частини, де правлять Феодосій I та Валентиніан II. У Китаї правління династії Цзінь. В Індії правління імперії Гуптів. В Японії триває період Ямато. У Персії править династія Сассанідів.
На території лісостепової України Черняхівська культура. У Північному Причорномор'ї готи й сармати. Історики VI століття згадують плем'я антів, що мешкало на території сучасної України приблизно з IV сторіччя. З'явилися гуни, підкорили остготів та аланів й приєднали їх до себе.

## Події
- Згоріли всі язичницькі будівлі в Александрії, зокрема Александрійська бібліотека.

## Народились
- Святий Патрик